# Новиков, Никита Вадимович
Никита Вадимович Новиков (род. 25 июля 2003, Москва) — российский хоккеист, защитник.

## Биография
Начинал заниматься в мытищинском «Атланте», тренер Геннадий Курочкин. В 2015 году перешёл в московское «Динамо». С сезона 2019/20 стал играть за молодёжную команду команду в МХЛ. Чемпион МХЛ и обладатель Кубка Харламова (2021).
Серебряный призёр юниорского чемпионата мира 2021 года. На драфте НХЛ 2021 года был выбран в 6-м раунде под общим 188-м номером клубом «Баффало Сейбрз».
3 сентября 2021 года в домашнем матче против минского «Динамо» (4:1) дебютировал в КХЛ. 12 сентября в гостевой игре против «Амура» (6:2) набрал два (1+1) очка, забросив победную шайбу. Стал в возрасте 18 лет и 49 дней самым молодым автором гола «Динамо» в КХЛ.
19 мая 2023 года подписал трёхлетний контракт новичка с «Баффало Сейбрз». Сезон 2023/24 начал в фарм-клубе «Рочестер Американс» из АХЛ.